# وست‌بیشاپ (کالیفرنیا)
وست‌بیشاپ (به انگلیسی: West Bishop) یک منطقهٔ مسکونی در ایالات متحده آمریکا است که در شهرستان اینیو، کالیفرنیا واقع شده‌است. وست‌بیشاپ ۲۲٫۶۸۷ کیلومتر مربع مساحت و ۲٬۶۰۷ نفر جمعیت دارد و ۱٬۳۴۲ متر بالاتر از سطح دریا واقع شده‌است.